# Моран, Стив
Сти́вен Джеймс Мо́ран (англ. Stephen James Moran; 10 января 1961) — английский футболист, нападающий. Выступал за футбольные клубы «Саутгемптон», «Лестер Сити», «Рединг», «Эксетер Сити» и «Халл Сити», также за сборную Англии до 21 года.

## Футбольная карьера
Выступал за юношескую футбольную команду «Сарисбери Спаркс», где его заметил главный тренер «Саутгемптона» Лори Макменеми, наблюдавший за игрой своего сына в любительской лиге. В перерыве Макменеми пообещал юному Морану пару новых бутс, если он сделает хет-трик во втором тайме, что юноша и сделал. После этого «Саутгемптон» предложил Стивену контракт. С 1977 по 1979 год Моран выступал за молодёжные команды «святых», а в августе 1979 года подписал профессиональный контракт с «Саутгемптоном».
В сезоне 1980/81 Моран забил за «святых» 18 голов в 31 матче, а год спустя получил награду «Молодой игрок года по версии ПФА». В апреле 1984 года сделал хет-трик в матче против «Ковентри Сити». В том же году забил победный гол в добавленное время в матче четвёртого раунда Кубка Англии против «Портсмута», принципиального соперника «святых». В общей сложности провёл за «Саутгемптон» 229 матчей и забил 99 голов во всех официальных турнирах.
8 сентября 1981 и 28 февраля 1984 года сыграл за сборную Англии до 21 года в матчах против Норвегии и Франции соответственно.
В сентябре 1986 года покинул «Саутгемптон», перейдя в «Лестер Сити» за 300 тысяч фунтов. Дебютировал за «лис» 13 сентября 1986 года в матче против «Шеффилд Уэнсдей».
В ноябре 1987 года перешёл в «Рединг», где провёл четыре сезона, забив 30 голов в 116 матчах в рамках Футбольной лиги.
Летом 1991 года перешёл «Эксетер Сити». Дебютировал за «греков» 17 августа 1991 года в матче против «Вест Бромвич Альбион», отметившись забитым мячом. Стал лучшим бомбардиром в команде в сезоне 1991/92 (19 голов, в том числе «покер» в игре против «Дарлингтона» 12 октября 1991 года). В сезоне 1992/93 забил за команду 8 голов. Всего провёл за «Эксетер Сити»57 матчей и забил 27 голов.
В августе 1993 года перешёл в «Халл Сити». Провёл в команде ещё два сезона, после чего завершил карьеру.

## Достижения
Сборная Англии (до 21 года)
- Победитель чемпионата Европы (до 21 года): 1984

Личные достижения
- Молодой игрок года по версии ПФА: 1982

## Вне футбола
После завершения карьеры футболиста работал водителем грузовика и управлял пабом.